# Manuel León Hoyos
Manuel León Hoyos (ur. 10 lutego 1989 w Méridzie) – meksykański szachista, arcymistrz od 2008 roku.

## Kariera szachowa
Jest szóstym i jednocześnie najmłodszym w historii meksykańskim arcymistrzem. Wielokrotnie reprezentował swój kraj na mistrzostwach świata oraz państw panamerykańskich juniorów w różnych kategoriach wiekowych.
Pierwszy znaczący sukces na arenie międzynarodowej odniósł w 2005 r., zwyciężając w turnieju „Mix” memoriału José Raúla Capablanki w Hawanie. W kolejnych latach odniósł następujące sukcesy:
- 2006 – dz. I m. w otwartym turnieju Mexican Open w Meksyku, II m. (za Juanem Carlosem Gonzalezem Zamorą) w finale indywidualnych mistrzostw Meksyku w Ciudad Juárez (turniej był jednocześnie eliminacją mistrzostw świata),
- 2007 – dz. III m. (za Wadimem Miłowem i Iwanem Czeparinowem, wspólnie z Daniëlem Stellwagenem, Lázaro Bruzónem, Władimirem Potkinem, Warużanem Akobjanem i Juanem Carlosem Gonzalezem Zamorą w Morelii), dz. I m. (wspólnie z Fidelem Corralesem Jiménezem i José Gonzálezem Garcíą) w mistrzostwach Meksyku, dz. II m. (za Juanem Carlosem Gonzalezem Zamorą, wspólnie m.in. z Alonso Zapatą i Eugene Perelshteynem) w Meksyku, VII m. w mistrzostwach świata juniorów do lat 18 w Antalyi[1],
- 2008 – dz. II m. (za Falko Bindrichem, wspólnie m.in. z Alexandre Dgebuadze, Aleksandrem Grafem, Viktorem Erdosem, Fernando Peraltą, Serhijem Fedorczukiem i Borisem Czatałbaszewem) w turnieju Neckar Open w Deizisau, dz. I m. w Lodi (wspólnie m.in. z Luką Leničem i Olegiem Korniejewem),
- 2009 – I m. w Perugii, dz. I m. w Tolucy (wspólnie z Aleksandrem Oniszczukiem i Emilio Cordovą),
- 2010 – dz. I m. w Tromsø (wspólnie z Michaiłem Kobaliją), dz. I m. w Meksyku (wspólnie z Juanem Carlosem Gonzalezem Zamorą).

W 2010 r. zadebiutował w narodowej drużynie na szachowej olimpiadzie w Chanty-Mansyjsku.
Najwyższy ranking w dotychczasowej karierze osiągnął 1 października 2012 r., z wynikiem 2603 punktów zajmował wówczas 1. miejsce wśród meksykańskich szachistów.